# Santullano (Las Regueras)
Santullano (en asturiano y oficialmente, Santuyanu) es una parroquia del concejo asturiano de Las Regueras, del cual además es capital. Su templo parroquial está dedicado a San Julián. Alberga una población de 343 habitantes (2022) y ocupa una extensión de 9.01 km².

## Entidades de población
Localidades que forman parte de la parroquia:
- Andallón (Andayón)
- Ania
- Lazana (Llazana)
- Otero (Oteru)
- Santullano (Santuyanu)
- Trascañedo (Trescañéu)
- Viado (Viau)